# 竹子腳 (嘉義市)
竹子腳，原寫為竹仔腳，是臺灣嘉義市西區的一個傳統地域名稱，位於該區西北端。相較於今日行政區，其範圍大致包括竹村里不含南部凸出部分、下埤里西北部。

## 歷史
台灣日治初期，竹子腳地區為一街庄（舊制街庄），稱為「竹仔腳庄」，隸屬於嘉義西堡。該庄西及北與水虞厝庄為鄰，東北隔牛稠溪與牛稠溪庄為界，東邊為竹圍仔庄，南邊為大溪厝庄、管事厝庄。
1901年（日治明治三十四年）11月11日，全台設置二十廳，該庄隸屬於嘉義廳。1904年（明治三十七年）2月15日，該庄編入「臺斗坑區」，隸屬於嘉義廳。1909年（明治四十二年）10月25日，全台整併二十廳為十二廳，該庄仍隸屬於嘉義廳。1910年（明治四十三年）1月18日，各區管轄區域調整，該庄仍隸屬於嘉義廳的「臺斗坑區」。
1920年（大正九年）10月1日，全台廢十二廳改設五州二廳，該庄改制並雅化為「竹子腳」大字，隸屬於臺南州嘉義郡嘉義街（新制街庄）。1930年（昭和五年）1月20日，嘉義街升格為州轄市嘉義市，本地區仍隸屬之。1932年（昭和七年）1月1日，嘉義市市區實施町名改正，本地區仍為大字。
戰後嘉義市改制為省轄市嘉義市，初設八區，町及大字亦改制為里。1946年（民國35年）8月，嘉義市將原有八區整併為四區（新東區、新南區、新西區、新北區），並將臺南縣之水上鄉、太保鄉劃入且改制為區，合計六區，本地區隸屬於新北區。:3411950年（民國39年）10月25日，雲、嘉、南分治，:384同時裁撤省轄市嘉義市，六區改制為四鎮（新東鎮、新南鎮、新西鎮、新北鎮）二鄉（水上鄉、太保鄉），均改隸屬於嘉義縣。1951年（民國40年）10月25日，撤銷新東、新南、新西、新北等四鎮，合併組成縣轄市嘉義市。:105-1061982年（民國71年）7月1日，嘉義市再次升格為省轄市。:1251990年（民國79年）10月6日，嘉義市劃分為東、西二區，本地區隸屬於西區。:145另一陳竹仔脚在六脚鄉竹本村即陳竹仔脚。

## 聚落
本地區發展較早的聚落有竹仔腳、鳥岫等，在日治期初期的官方地圖上已有記載。

## 交通
國道1號又稱「中山高速公路」，是台灣西部兩條縱向高速公路之一，經過本地區西部，並在縣道159號交會處設有嘉義交流道。由此可快速前往國道1號沿線各地。
縣道159號是新港至番路的道路，經過本地區竹仔腳聚落。由該道路西行可前往太保市、新港鄉、六腳鄉北端，並止於省道台19線路口；東行可前往嘉義市市中心、番路鄉，並止於縣道159甲線路口。